# ВЗПП-Микрон
«ВЗПП-Микрон» создано в 2000 году на базе цехов кристального производства НПО «Электроника». Совместно с другими предприятиями российской микроэлектроники входит в состав дивизиона «Микроэлектронные решения» группы компаний «РТИ Системы».

## История
В 2000 году на базе имущественного комплекса предприятия учреждено ЗАО «ВЗПП-Микрон», которое с 2001 года наладило поставки за рубеж диодов Шоттки.
Совместно с НПО «Автоматика» в 2004 году были получены кристаллы микросхем для применения в цифровой системе управления новой ракеты-носителя Союз-2.
В 2004 году предприятие заключило соглашение с компанией IXYS. Согласно контракту «ВЗПП-Микрон» изготавливают кристаллы для электронных компонентов управления питанием под маркой IXYS. 
«ВЗПП-Микрон» запустил новую производственную линию для пластин диаметром 150 мм, которая ориентированна как на производство собственной продукции, так и на выполнение заказных работ.

С 2003 года на предприятии ведутся разработки собственных вариантов TVS-диодов и TVS-микросхем, в этом же году начались прямые поставки продукции на экспорт, минуя «НИИМЭ и Микрон». 

С 2009 года предприятие совместно с Санкт-петербургским физико-техническим институтом имени А.Ф.Иоффе Российской академии наук занимается исследованием и разработкой перспективных силовых интегральных тиристоров и модулей на их основе. 
 
В результате проведённого комплекса исследований и разработок создан и запатентован интегральный тиристор с внешним полевым управлением — новый прибор силовой микроэлектроники. Был также разработана серия высоковольтных ультрабыстрых диодов (УБД) с «мягкой» характеристикой обратного восстановления.